# Ruth Vilar
Ruth Vilar   (Saragossa, 1978) és dramaturga i directora teatral, fundadora de la companyia Cos de Lletra juntament amb Salva Artesero.
Llicenciada a l’Institut del Teatre de Barcelona, és Màster de Creació Literària per la Universitat Pompeu Fabra. És autora d’una vintena d’obres, tant en català com en castellà, com Las ávidas raíces (Kinètic Sandaru, 2017), La puerta blindada (Teatro Lagrada, 2016 / XIX Premio Internacional de Teatro de Autor Domingo Pérez Minik) i Muescas más hondas (Teatre Akadèmia, 2016), així com de nombroses peces dramàtiques breus. A més, ha dirigit els espectacles Los niños tontos d’Ana María Matute (finalista en el Certamen de directoras de Torrejón de Ardoz 2014), La puerta blindada i Las ávidas raíces, entre d'altres. Col·labora amb les revistes Quimera, ADE Teatro, Las Puertas del Drama, Primer Acto i (Pausa.). Publica habitualment al blog literari Las uñas negras amb el pseudònim de Pepa Pertejo.

## Publicacions[2]
Obra original en castellà
- Cerca del mar, Primer Acto, 2022 / Oidà Editorial, 2023.[3]
- Muros de aire, en Las fronteras son quimeras, Ediciones Invasoras, 2022.
- La puerta blindada, Ediciones Invasoras, 2020.
- Tu despensa rebosa, dins d'Ábrete, cielo, Ediciones Invasoras, 2020.
- No es una opción, dins de Sen(o)fobia, Ediciones Invasoras, 2020.
- Días son aviones, dins De los días sin abrazos, Ediciones Invasoras, 2020.
- Kiruna, dins de Planeta Vulnerable, Ediciones Invasoras, 2019.
- Edicto, dins d'Un minuto de justicia, Ediciones Invasoras, 2019.
- Las ávidas raíces, Ediciones Invasoras, 2017.
- Objetos punzantes, Ediciones Invasoras, 2017.

Obra original en català
- Les línies imaginàries, Editorial Cal Siller, 2018.
- Cinc vares de terra, RE&MA 12, 2017.
- La tràgica mort de la barbuda, RE&MA 12, 2013.
- L'espedaçament, RE&MA 12, 2011.

Obra infantil i juvenil
- 7 parells de peus, Oidà Editorial, 2023.[4]
- Teatro sobre plano, dins de Carrusel de Ogritos, AAT, 2017.
- La pedra a trossos, dins de Teatre de Secundària, RE&MA12, 2016.
- En Faiquè, álbum ilustrado por Arnal Ballester. La Galera, 2009.

Assaig, divulgació i traducció
- Joan Castells: El valor humà del teatre, Converses, Institut del Teatre, 2020.
- Tomemos la palabra, conferència per al seminari De la creación a la librería, Dirección General del Libro, 2020 / Cuadernos de dramaturgia contemporánea, 2022.
- La emoción del encuentro catastrófico, dins de Poliedro: acerca de Juan Mayorga. Emeterio Diez Puertas (ed.). Ediciones Antígona y Publicaciones de la RESAD, 2019.
- Pròleg al Teatro Unido de José Sanchis Sinisterra. La Uña Rota, 2018.
- Traducció al castellà de Temps real de Albert Mestres, dins d'Antología de Dramaturgia Catalana Contemporánea, México D.F., Paso de Gato, 2018.